# Pueblo Nuevo del Mostal
Pueblo Nuevo del Mostal är en ort i Mexiko.   Den ligger i kommunen Santiago Tuxtla och delstaten Veracruz, i den sydöstra delen av landet, 400 km öster om huvudstaden Mexico City. Pueblo Nuevo del Mostal ligger 20 meter över havet och antalet invånare är 338.
Terrängen runt Pueblo Nuevo del Mostal är platt, och sluttar västerut. Runt Pueblo Nuevo del Mostal är det ganska tätbefolkat, med 80 invånare per kvadratkilometer. Närmaste större samhälle är Santiago Tuxtla, 17,7 km nordost om Pueblo Nuevo del Mostal. Omgivningarna runt Pueblo Nuevo del Mostal är en mosaik av jordbruksmark och naturlig växtlighet.